# Гайворонський Петро Євгенович
Гайворонський Петро Євгенович (11 червня 1958 р., м. Лисичанськ — 25 травня 2024, м. Київ) — український педагог, письменник, краєзнавець. Член Національної спілки письменників України, Національної спілки журналістів та Національної спілки краєзнавців.

## Біографія
Петро Гайворонський народився 11 червня 1958 року в місті Лисичанську Луганської області. У 1980 році закінчив Сімферопольський державний університет. Викладав у школах № 1 і № 9 у місті Красноармійську (Донецька область), у Красноармійському педагогічному училищі. Був редактором багатотиражної газети «Освітяночка». Кореспондент часопису українців Австралії «Вільна Думка».
Мешкав у місті Покровськ. Останні два роки перед смертю — у Києві.
Очолював Покровський міськрайонний осередок «Оберіг» Національної спілки краєзнавців України. Був членом правління Донецької обласної організації НСКУ.
Делегат І Всесвітнього собору духовної України, Установчого з'їзду творчої спілки учителів України, ІІІ і ІV з'їздів Національної спілки краєзнавців України, Х зїзду письменників України.

## Творчість
Петро Гайворонський є автором низки художніх та історико-публіцистичних книг:
1. Вугільні підприємства Красноармійська. — Макіївка: Поліпрес. — 2006
2. Микола Момот: Життя без антрактів. — Донецьк: «Каштан». — 2010
3. Вибрані твори. — Донецьк: «Каштан». — 2011
4. Барви агату. -Донецьк: «Каштан». — 2013
5. Історія міського статусу міста Красноарміська. — Донецьк: «Каштан». — 2013
6. Сувенірні та пам'ятні значки Красноармійська. — Донецьк: «Каштан». — 2013
7. Таїни землі. — Київ: «Леся». — 2014[5]
8. Війна в Донбасі: Скельця калейдоскопу. — Київ: «Леся». — 2014
9. «Світлий дар Володимира Чорного» (у співавт.)
10. Нотатки педагога. — Краматорськ: «Какштан». — 2017
11. Покровськ і Покровщина. — Київ: «Український пріоритет». — 2020

Оповідання Петра Гайворонського «Гребінь княгині» разом з оповіданням Леопольда фон Захер-Мазоха «Криваве весілля в Києві» було перекладене англійською мовою і ввійшло в книгу, присвячену Княгині Ользі: «Bloody Wedding in Kyiv: Two Tales of Olha, Kniahynia of Kyivan Rus» ["Криваве весілля в Києві: дві історії про Ольгу, княгиню Кивської Русі"] (Сідней: «Sova Books» — 2016).

## Нагороди
- 2011 — переможець конкурсу «Книга Донбаса» у номінації «Культура і мистецтво»
- 2014 — лауреат Всеукраїнської літературної премії імені Михайла Чабанівського[6].
- 2014 — переможець III літературно-мистецького конкурсу пам'яті поета Михайла Петренка у номінації «Популяризація життя та творчості М.Петренка»[7]
- 2017 — лауреат Всеукраїнської літературно-мистецької премії імені Петра Василенка
- 2010 — медаль «За заслуги перед містом»
- 2021 — медаль «За збереження історії»
- 2021 — медаль «ХХХ років Незалежності України»
- Золота медаль української журналістики
- Почесний краєзнавець Донеччини[8]
- Почесний член НСКУ[8]